# Chrostosoma patricia
Chrostosoma patricia là một loài bướm đêm thuộc phân họ Arctiinae, họ Erebidae.